# Отпуск (металлургия)

Влияние отпуска на прочность и пластичность стали

О́тпуск — технологический процесс, заключающийся в термической обработке закалённого на мартенсит сплава или металла, при которой основными процессами являются распад мартенсита, а также полигонизация и рекристаллизация.
Отпуск проводят с целью получения более высокой пластичности и снижения хрупкости материала при сохранении приемлемого уровня его прочности. Для этого изделие подвергается нагреву в печи до температуры от 150—260 °C до 370—650 °C с последующим медленным остыванием.

## Низкотемпературный отпуск
Проводят при температурах до 250 °C. Закалённая сталь сохраняет высокую износостойкость, однако такое изделие (если оно не имеет вязкой сердцевины) не выдержит высоких динамических нагрузок. Такому отпуску подвергают режущие и измерительные инструменты из углеродистых и низколегированных сталей.

## Среднетемпературный отпуск
Проводят при температурах 350—500 °C и применяют, главным образом, для пружин и рессор, а также для штампов. Ускоряются диффузионные процессы, происходит выделение избыточных атомов углерода в виде цементита, то есть мартенсит распадается на феррито-цементитную смесь. После среднего отпуска структура состоит из равновесного феррита и дисперсных включений цементита, такая структура называется зернистый троостит отпуска. Такой отпуск обеспечивает высокие пределы упругости и выносливости, а также релаксационную стойкость. Охлаждение после отпуска проводят при температурах 400—500 °C в воде, после чего возникают сжимающие остаточные напряжения, которые увеличивают предел выносливости пружин.

## Высокотемпературный отпуск
Проводят при температурах 500—680 °C. При этом остаётся высокая прочность и пластичность, а также максимальная вязкость.
Высокому отпуску подвергают детали, воспринимающие ударные нагрузки (зубчатые колёса, валы).

## Стадийность
Общий принцип: Сначала заканчивается распад мартенсита, а затем начинается полигонизация и рекристаллизация.
В зависимости от соотношения стадий различают:
1. низкий отпуск — распад идёт незначительно;
2. средний отпуск — распад заканчивается, полигонизация не начинается;
3. высокий отпуск — идет полигонизация или рекристаллизация.